# NGC 773
NGC 773 è una galassia a spirale situata nella costellazione della Balena, a una distanza di circa 249 milioni di anni luce dalla nostra Via Lattea.

## Scoperta
La galassia è stata scoperta il 27 novembre 1785 dall'astronomo britannico di origine tedesca William Herschel.

## Descrizione
NGC 773 ha una classe di luminosità I.
Il database SIMBAD la classifica come galassia LINER, cioè una galassia il cui nucleo presenta uno spettro di emissione caratterizzato da larghe righe di atomi debolmente ionizzati.